# Thornenema limnophilum
Thornenema limnophilum är en rundmaskart. Thornenema limnophilum ingår i släktet Thornenema och familjen Dorylaimidae. Inga underarter finns listade i Catalogue of Life.